# Мотрук Юлія Сергіївна
Юлія Сергіївна Мотрук (при народженні Зайченко, нар. 23 квітня 1986, Миколаїв, УРСР) — українська акторка театру та кіно. З 2006 до 2012 — учасниця Вищої української ліги «АМІК» Олександра Маслякова(команди «Дизель», «Баламутки», «Легко та просто») .
З 2021 року — акторка «Дизель Студіо».

## Біографія
Народилася 23 квітня 1986 року. Закінчила Київський національний університет театру, кіно та телебачення ім. Карпенка-Карого, акторську майстерність та режисури драми. Закінчила курси при Московському інституті телебачення та радіомовлення «Останкіно». 2011 року переїхала до Києва.
Після повномасштабного вторгнення Росії до України, переїхала до Хусту в Закарпатській області.

## Фільмографія
- 2011—2013 «Такси», Варячи;
- 2012—2016 «Віталька»;
- 2013 «Жіночий лікар-2», Ліда Лісіцина, сусідка Аріни по палаті (19 серія);
- 2013 «Самотні серця», Ася;
- 2013 «Я — Ангіна!», Троянда, повія;
- 2014 «Королева гри», Рада, прислуга Іщенка;
- 2014 «Дізнайся мене, якщо зможеш», покоївка
- 2014 «Я чекатиму тебе завжди», скотниця;
- 2015 «Ніконов та Ко», медсестра (1 серія);
- 2015 «Пес», офіціантка (18 серія);
- 2016 «На лінії життя», Рита, пацієнтка;
- 2016 «Лист надії», реєстраторка у РАГСі;
- 2016 «Центральна лікарня», мама хлопчика;
- 2017 «Біжи, не одягайся!», Юля, кухарка;
- 2017 «Добрі наміри», співробітниця РАГСу;
- 2017 «Коли повертається минуле», вчителька;
- 2017 «На краю кохання», Ірина, кухарка;
- 2017 «Пес-3», дівчина в парку (4 серія);
- 2017 «Список бажань», Соня;
- 2018 «Плата за спасіння», пацієнтка;
- 2018 «За вітриною», покупчиня;
- 2018 «Спадкоємиця мимоволі»;
- 2018 «Несолодко помста», медсестра;
- 2018 «Новорічний ангел», Ніна, медсестра;
- 2018 «Пес-4», невірна дружина (4 серія);
- 2018 «Частка обміну не полягає», Вероніка, співмешканка Покровського;
- 2018 "Минулий у боргу!, господиня точки на ринку;
- 2018—2019 «Дочки матері», Софія;
- 2019 «Солона карамель», Тамара;
- 2020 «Реабілітація», епізод[4].